# Campeonato Sudamericano de Fútbol de Salón 2014
El Sudamericano de Fútbol de Salón 2014 fue la XV edición del certamen desde que este se celebra bajo el reglamento AMF. Se disputó en la ciudad de Cali, Valle del Cauca, Colombia, del 17 al 21 de diciembre de 2014. Todos sus partidos se efectuaron en el Coliseo Evangelista Mora; cancha con piso maderamen.
Este evento fue organizado por la Confederación Sudamericana de Futsal en conjunto con la Asociación Mundial de Futsal y la Federación Colombiana de Fútbol de Salón. Inicialmente este torneo iba a definir los clasificados para el Mundial de 2015 en Bielorrusia, pero ante la ausencia de potencias como Paraguay y Brasil por razones de calendario, se definió por la CSFS que no fuese de esta manera.

## Equipos participantes
Ocho selecciones de futsal miembros de la AMF participaron en este torneo, seis de la Confederación Sudamericana de Futsal y dos del Caribe.
| Confederación                                                   | Selección | Clasificación                 |
| --------------------------------------------------------------- | --------- | ----------------------------- |
| CSFS (Sudamérica) (6 cupos)                                     | Colombia  | (Anfitrión) (Subcampeón) 1998 |
| CSFS (Sudamérica) (6 cupos)                                     | Argentina |                               |
| CSFS (Sudamérica) (6 cupos)                                     | Chile     |                               |
| CSFS (Sudamérica) (6 cupos)                                     | Ecuador   |                               |
| CSFS (Sudamérica) (6 cupos)                                     | Perú      |                               |
| CSFS (Sudamérica) (6 cupos)                                     | Venezuela |                               |
| CONCACFUTSAL (Norteamérica, Centroamérica y El Caribe (2 cupos) | Curazao   |                               |
| CONCACFUTSAL (Norteamérica, Centroamérica y El Caribe (2 cupos) | Surinam   |                               |

## Forma de disputa
Los días 17, 18 y 19 se disputarán los compromisos de la ronda clasificatoria, y avanzarán a semifinales los 2 primeros cuadros de cada grupo, que se medirán el sábado 20, mientras que el domingo 21 será la gran final y el tercer puesto.

## Primera fase

### Grupo A
| Grupo A   | Pts | J | G | E | P | GF | GC | Dif |
| --------- | --- | - | - | - | - | -- | -- | --- |
| Colombia  | 6   | 3 | 3 | 0 | 0 | 37 | 5  | +32 |
| Venezuela | 4   | 3 | 2 | 0 | 1 | 18 | 9  | +9  |
| Surinam   | 2   | 3 | 1 | 0 | 2 | 11 | 26 | -15 |
| Ecuador   | 0   | 3 | 0 | 0 | 3 | 6  | 32 | -26 |

| 17 de diciembre de 2014 | Venezuela | 7:1 | Ecuador | Coliseo Evangelista Mora, Cali |  |
| 18:00                   |           |     |         |                                |  |

| 17 de diciembre de 2014 | Colombia | 14:1 | Surinam | Coliseo Evangelista Mora, Cali |  |
| 20:00                   |          |      |         |                                |  |

| 18 de diciembre de 2014 | Venezuela | 7:1 | Surinam | Coliseo Evangelista Mora, Cali |  |
| 14:00                   |           |     |         |                                |  |

| 18 de diciembre de 2014 | Colombia | 16:0 | Ecuador | Coliseo Evangelista Mora, Cali |  |
| 20:00                   |          |      |         |                                |  |

| 19 de diciembre de 2014 | Ecuador | 5:9 | Surinam | Coliseo Evangelista Mora, Cali |  |
| 14:00                   |         |     |         |                                |  |

| 19 de diciembre de 2014 | Colombia | 7:4 | Venezuela | Coliseo Evangelista Mora, Cali |  |
| 20:00                   |          |     |           |                                |  |

### Grupo B
| Grupo B   | Pts | J | G | E | P | GF | GC | Dif |
| --------- | --- | - | - | - | - | -- | -- | --- |
| Argentina | 6   | 3 | 3 | 0 | 0 | 27 | 1  | +26 |
| Chile     | 4   | 3 | 2 | 0 | 1 | 15 | 11 | +4  |
| Curazao   | 2   | 3 | 1 | 0 | 2 | 11 | 21 | -10 |
| Perú      | 0   | 3 | 0 | 0 | 3 | 5  | 25 | -20 |

| 17 de diciembre de 2014 | Chile | 5:1 | Perú | Coliseo Evangelista Mora, Cali |  |
| 14:00                   |       |     |      |                                |  |

| 17 de diciembre de 2014 | Argentina | 8:0 | Curazao | Coliseo Evangelista Mora, Cali |  |
| 16:00                   |           |     |         |                                |  |

| 18 de diciembre de 2014 | Chile | 9:6 | Curazao | Coliseo Evangelista Mora, Cali |  |
| 16:00                   |       |     |         |                                |  |

| 18 de diciembre de 2014 | Argentina | 15:0 | Perú | Coliseo Evangelista Mora, Cali |  |
| 18:00                   |           |      |      |                                |  |

| 19 de diciembre de 2014 | Curazao | 5:4 | Perú | Coliseo Evangelista Mora, Cali |  |
| 16:00                   |         |     |      |                                |  |

| 19 de diciembre de 2014 | Argentina | 4:1 | Chile | Coliseo Evangelista Mora, Cali |  |
| 18:00                   |           |     |       |                                |  |

## Fase final

### Cuadro general
|  | Semifinales             | Semifinales             |           |          | Final               | Final               |  |
|  | 20 de diciembre de 2014 | 20 de diciembre de 2014 |           |          | 30 de julio de 2013 | 30 de julio de 2013 |  |
|  |                         |                         |           |          |                     |                     |  |
|  |                         |                         |           |          |                     |                     |  |
|  | Colombia                | 13                      |           |          |                     |                     |  |
|  | Colombia                | 13                      |           |          |                     |                     |  |
|  | Chile                   | 0                       |           |          |                     |                     |  |
|  | Chile                   | 0                       |           | Colombia | 4                   |                     |  |
|  |                         |                         |           | Colombia | 4                   |                     |  |
|  |                         |                         | Venezuela | 1        |                     |                     |  |
|  | Argentina               | 1                       | Venezuela | 1        |                     |                     |  |
|  | Argentina               | 1                       |           |          |                     |                     |  |
|  | Venezuela               | 3                       |           |          | Tercer lugar        | Tercer lugar        |  |
|  | Venezuela               | 3                       |           |          | Tercer lugar        | Tercer lugar        |  |
|  |                         |                         |           |          |                     |                     |  |
|  |                         |                         |           |          | Chile               | 3                   |  |
|  |                         |                         |           |          | Chile               | 3                   |  |
|  |                         |                         |           |          | Argentina           | 9                   |  |
|  |                         |                         |           |          | Argentina           | 9                   |  |
|  |                         |                         |           |          |                     |                     |  |

### Semifinales
| 20 de diciembre de 2014 | Colombia | 13:0 | Chile | Coliseo Evangelista Mora, Cali |  |
| 18:00                   |          |      |       |                                |  |

| 20 de diciembre de 2014 | Argentina | 1:3 | Venezuela | Coliseo Evangelista Mora, Cali |  |
| 18:00                   |           |     |           |                                |  |

### Tercer lugar
| 21 de diciembre de 2014 | Chile | 3:9 | Argentina | Coliseo Evangelista Mora, Cali |  |
| 18:00                   |       |     |           |                                |  |

### Final
| 21 de diciembre de 2014 | Colombia | 4:1 | Venezuela | Coliseo Evangelista Mora, Cali |  |
| 18:30                   |          |     |           |                                |  |

|                                |
| Bandera de Colombia            |
| Campeón Colombia Primer título |

## Tabla general
| Pos. | Equipo    | Pts | J | G | E | P | GF | GC | Dif. | Rend.  |
| ---- | --------- | --- | - | - | - | - | -- | -- | ---- | ------ |
| 1    | Colombia  | 10  | 5 | 5 | 0 | 0 | 54 | 6  | +48  | 100%   |
| 2    | Venezuela | 6   | 5 | 3 | 0 | 2 | 22 | 14 | +8   | 60%    |
| 3    | Argentina | 8   | 5 | 4 | 0 | 1 | 37 | 7  | +30  | 80%    |
| 4    | Chile     | 4   | 5 | 2 | 0 | 3 | 18 | 33 | -15  | 40%    |
| 5    | Curazao   | 2   | 3 | 1 | 0 | 2 | 11 | 21 | -10  | 33,33% |
| 6    | Surinam   | 2   | 3 | 1 | 0 | 2 | 11 | 26 | -15  | 33,3%  |
| 7    | Perú      | 0   | 3 | 0 | 0 | 3 | 5  | 25 | -20  | 0%     |
| 8    | Ecuador   | 0   | 3 | 0 | 0 | 3 | 6  | 32 | -26  | 0%     |